# كورا سو كولينز
كورا سو كولينز (بالإنجليزية: Cora Sue Collins) هي ممثلة أمريكية، ولدت في 19 أبريل 1927 في بيكلي في الولايات المتحدة.

## وصلات خارجية
- كورا سو كولينز على موقع IMDb (الإنجليزية)
- كورا سو كولينز على موقع ألو سيني (الفرنسية)
- كورا سو كولينز على موقع تيرنر كلاسيك موفيز (الإنجليزية)
- كورا سو كولينز على موقع أول موفي (الإنجليزية)
- كورا سو كولينز على موقع قاعدة بيانات الأفلام السويدية (السويدية)
- كورا سو كولينز على موقع قاعدة بيانات الفيلم (الإنجليزية)
- كورا سو كولينز على موقع كينوبويسك (الروسية)